# 宮城県仙台西高等学校
宮城県仙台西高等学校（みやぎけんせんだいにしこうとうがっこう）は、宮城県仙台市太白区御堂平にある県立高等学校。通称は「西高」（にしこう）。

## 概要
1983年開校。全日制で普通科設置。前後期（二期）制をとっている。

## 校訓
〜3つの『W』〜
- 英知（Wisdom）
- 敬愛（Warmth）
- 自律（Will）

## 沿革
- 1983年（昭和58年） - 開校。
- 1991年（平成3年） - 第2体育館、武道館、西陵会館（食堂・合宿所等）竣工
- 2003年（平成15年） - 硬式野球部 グラウンドに練習場増設

## アクセス
- 仙台市営バス「西高校入口」停留所 徒歩5分
- 宮城交通「仙台西高校前」停留所 徒歩8分

## 部活動
2002年夏（第84回）に甲子園へ出場した硬式野球部のほか陸上部・ソフトボール部・スキー部・囲碁将棋部などが全国大会に出場している。また、個人で2010年に第14回全日本中学生・高校生管打楽器ソロコンテスト（高校の部）第1位の実績をあげている。

## 主な卒業生
- 根本翔 - 元サッカー選手[1]
- 広瀬咲楽 - シンガーソングライター